# Record du monde du relais 4 × 100 mètres
Pour un article plus général, voir Records du monde d'athlétisme.
Les records du monde du relais 4 × 100 mètres sont actuellement détenus, chez les hommes, par l'équipe de Jamaïque (Nesta Carter, Michael Frater, Yohan Blake et Usain Bolt) qui établit le temps de 36 s 84 le 11 août 2012 en finale des Jeux olympiques de Londres, au Royaume-Uni, et chez les femmes par l'équipe des États-Unis (Tianna Madison, Allyson Felix, Bianca Knight et Carmelita Jeter), créditée de 40 s 82 le 10 août 2012 lors de ces mêmes Jeux.
Le premier record du monde du relais 4 × 100 m homologué par World Athletics est établi en 1912 par l'équipe d'Allemagne en 43 s 3. Côté féminin, le premier record mondial, régi alors par la Fédération sportive féminine internationale, est établi en 1922 par la Tchécoslovaquie avec le temps de 53 s 2.

## Record du monde masculin

### Premiers records
Le premier record du monde du relais 4 × 100 mètres homologué par l'IAAF est celui de l'équipe d'Allemagne qui établit le temps de 42 s 3 le 8 juillet 1912 en demi-finale des Jeux olympiques de 1912 à Stockholm.
Le record du monde est porté à 42 s 2 par les États-Unis le 22 août 1920 lors des Jeux olympiques de 1920 à Anvers. Il est battu à deux reprises lors des Jeux olympiques de 1924 à Paris : par la Grande-Bretagne en 42 s 0 le 12 juillet et par les États-Unis en 41 s 0 le 13 juillet.
Le 4 juillet 1927, l'équipe américaine du Newark A.C. établit le temps de 41 s 0 à  Lincoln sur une course de  4 × 100 yards. Le record est ensuite porté à 40 s 8 le 2 septembre 1928 à Berlin par l'équipe l'Allemagne, performance qu'elle égalera le 22 juillet 1929 à Breslau, tout comme l'équipe universitaire de Caroline du Sud le 9 mai 1931 à Fresno.
L'équipe allemande descend sous la barrière des 41 secondes le 14 juin 1932 à Kassel en établissant le temps de 40 s 6. Le 7 août 1932 en finale des Jeux olympiques de Los Angeles, le relais américain composé de Robert Kiesel, Emmett Toppino, Hector Dyer, Frank Wykoff établit une nouvelle meilleure marque mondiale en 40 s 0.

### Sous les 40 secondes

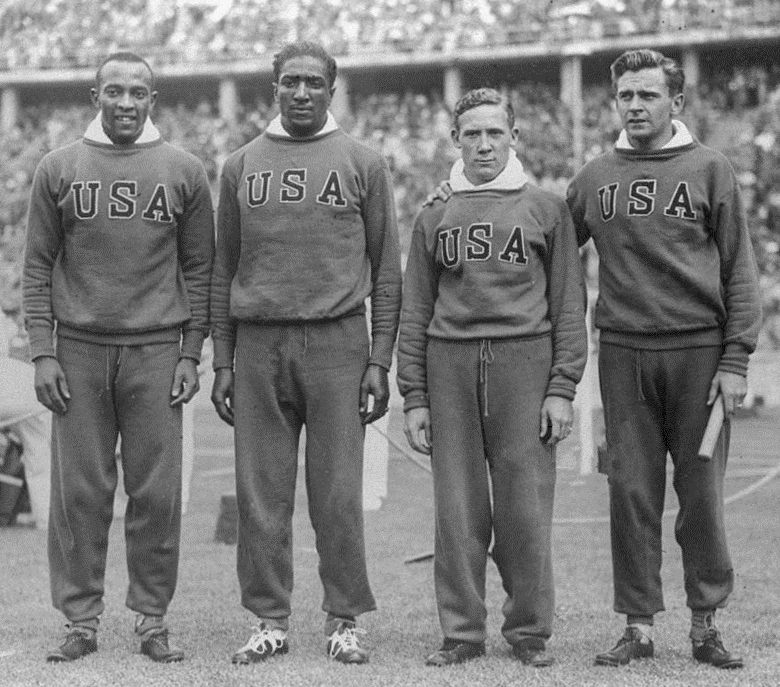
Les Américains Jesse Owens, Ralph Metcalfe, Foy Draper et Frank Wykoff conservent le record du monde du relais durant 20 ans de 1936 à 1956.

Lors des Jeux olympiques de 1936, le 9 août 1936 à Berlin, l'équipe des États-Unis composée de Jesse Owens, Ralph Metcalfe, Foy Draper et Frank Wykoff établit en finale un nouveau record du monde en 39 s 8, devenant le premier relais de l'histoire à descendre sous la barrière des 40 secondes.
Plus de 20 ans plus tard, le 1er décembre 1956 en finale des Jeux olympiques de 1956 à Melbourne, les Américains Ira Murchison, Leamon King, Thane Baker et  Bobby Joe Morrow établissent un nouveau record mondial
en 39 s 5. Cette performance est égalée à trois reprises par l'Allemagne de l'Ouest : une première fois le 29 août 1958 à Cologne par Manfred Steinbach, Martin Lauer, Heinz Fütterer et Manfred Germar, et deux autres fois lors des Jeux olympiques de Rome les 7 et 8 septembre 1960 par Bernd Cullmann, Armin Hary, Walter Mahlendorf et Martin Lauer.
Le 15 juillet 1961 à Moscou, l'équipe des Etats-Unis composée de Hayes Jones, Frank Budd, Charley Frazier (en), Paul Drayton porte le record du monde à 39 s 1.
Le 21 octobre 1964, en finale des Jeux olympiques de Tokyo, les Américains Paul Drayton, Gerald Ashworth, Richard Stebbins et  Bob Hayes s'imposent en 39 s 0 et signent un nouveau record du monde.

### Sous les 39 secondes

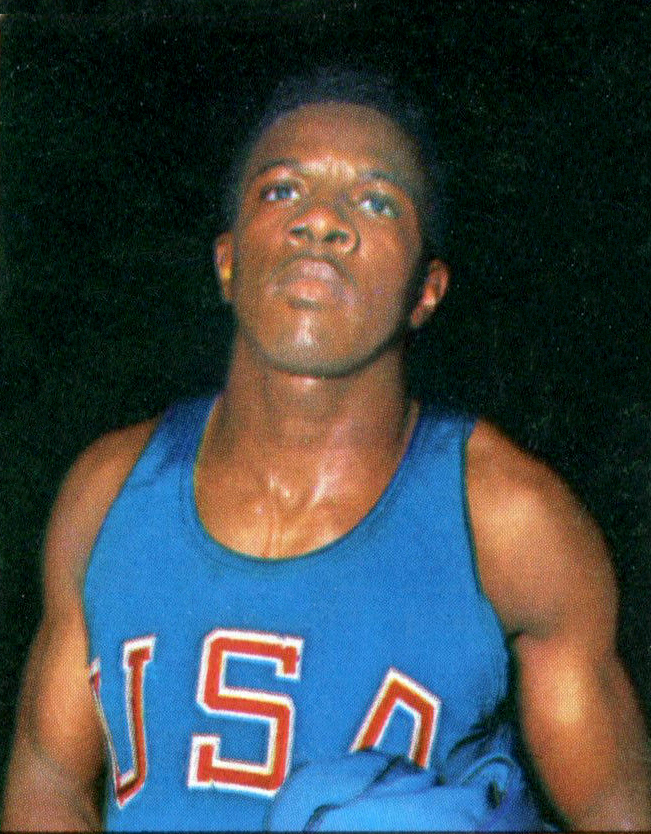
Earl McCullouch, codétenteur du record du monde en 1967.

Le 17 juin 1967 à Provo (Utah), à l'occasion d'une course de 4 × 100 yards, le relais de l'Université de Californie du Sud composé de Earl McCullouch, Fred Kuller, O. J. Simpson et Lennox Miller réalisent un nouveau record mondial en 38 s 6, devenant officiellement le premier relais à descendre sous les 39 secondes sur 4 × 100 m.
Lors des Jeux olympiques de 1968, à Mexico, l'équipe de Jamaïque amenée par Lennox Miller avec Errol Stewart, Michael Fray et Clifton Forbes égale le record du monde de 38 s 6 lors des séries puis fixe ce record à 38 s 3 à l'occasion des demi-finales. Le lendemain, en finale, le relais des États-Unis composé de Jim Hines et Charles Greene, respectivement premier et troisième de l'épreuve du 100 m, Melvin Pender et Ronnie Ray Smith, s'impose dans le temps de 38 s 2 (38 s 24 au chronométrage électronique) et améliore d'un centième de seconde le record du monde établi la veille par les Jamaïcains.
En 1972, en finale des Jeux olympiques de Munich, l'équipe américaine formé de Larry Black, Robert Taylor, Gerald Tinker et Eddie Hart remporte la médaille d'or en établissant un nouveau record du monde en 38 s 19,.
Cinq ans plus tard, le 3 septembre 1977 lors de la Coupe du monde des nations à 	Düsseldorf, les Américains William Collins, Steve Riddick, Cliff Wiley et Steve Williams portent le record mondial à 38 s 03.

### Sous les 38 secondes

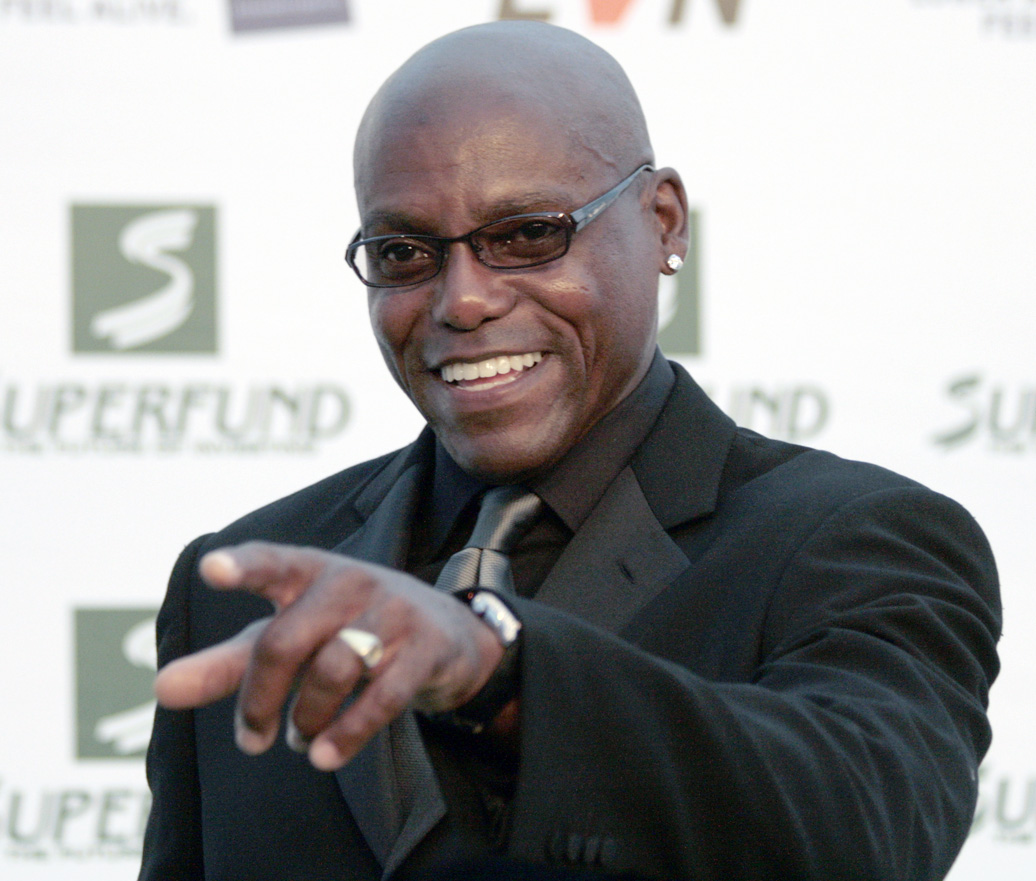
Carl Lewis égale ou améliore à six reprises le record du monde.

Le 10 août 1983 à l'occasion des premiers championnats du monde d'athlétisme à Helsinki, la formation américaine composée de Emmit King, Willie Gault, Calvin Smith et Carl Lewis devient la première équipe à descendre sous les 38 secondes dans un relais 4 × 100 m. En 37 s 86, ils améliorent de 83/100e de seconde le précédent record mondial établi cinq ans plus tôt.
L'année suivante, le 11 août 1984 en finale des Jeux olympiques de Los Angeles, les États-Unis avec Sam Graddy, Ron Brown, Calvin Smith et Carl Lewis porte le record mondial à 37 s 83.
Le 1er septembre 1990 en finale du relais 4 × 100 m des championnats d'Europe à Split, le relais français composé de Max Morinière, Daniel Sangouma, Jean-Charles Trouabal et Bruno Marie-Rose retranche 5/100e de seconde au record du monde des États-Unis en coupant la ligne d'arrivée en 37 s 79. 
Moins d'un an plus tard, le 3 août 1991 au cours du Meeting Herculis de Monaco, l'équipe américaine du Santa Monica Track Club (en) formé de Michael Marsh, Leroy Burrell, Floyd Heard et Carl Lewis égale le record du monde de l'équipe de France en 37 s 79. Quatre jours plus tard, le 7 août 1991 à Zurich, l'équipe nationale américaine avec la même composition hormis Floyd Heard remplacé par Dennis Mitchell, porte le record mondial à 37 s 67. Le 1er septembre 1991 en finale des championnats du monde à Tokyo, le relais des États-Unis (Andre Cason, Leroy Burrell, Dennis Mitchell et Carl Lewis) améliore une nouvelle fois le record du monde en le fixant à 37 s 50.
Lors des Jeux olympiques de Barcelone, le 8 août 1992, Mike Marsh, Leroy Burrell, Dennis Mitchell et Carl Lewis remportent la médaille d'or en améliorant d'un dixième de seconde le record du monde en 37 s 40. Cette performance est égalée un an plus tard le 21 août 1993 en finale des championnats du monde de Stuttgart par Jon Drummond, Andre Cason, Dennis Mitchell et Leroy Burrell.

### Sous les 37 secondes

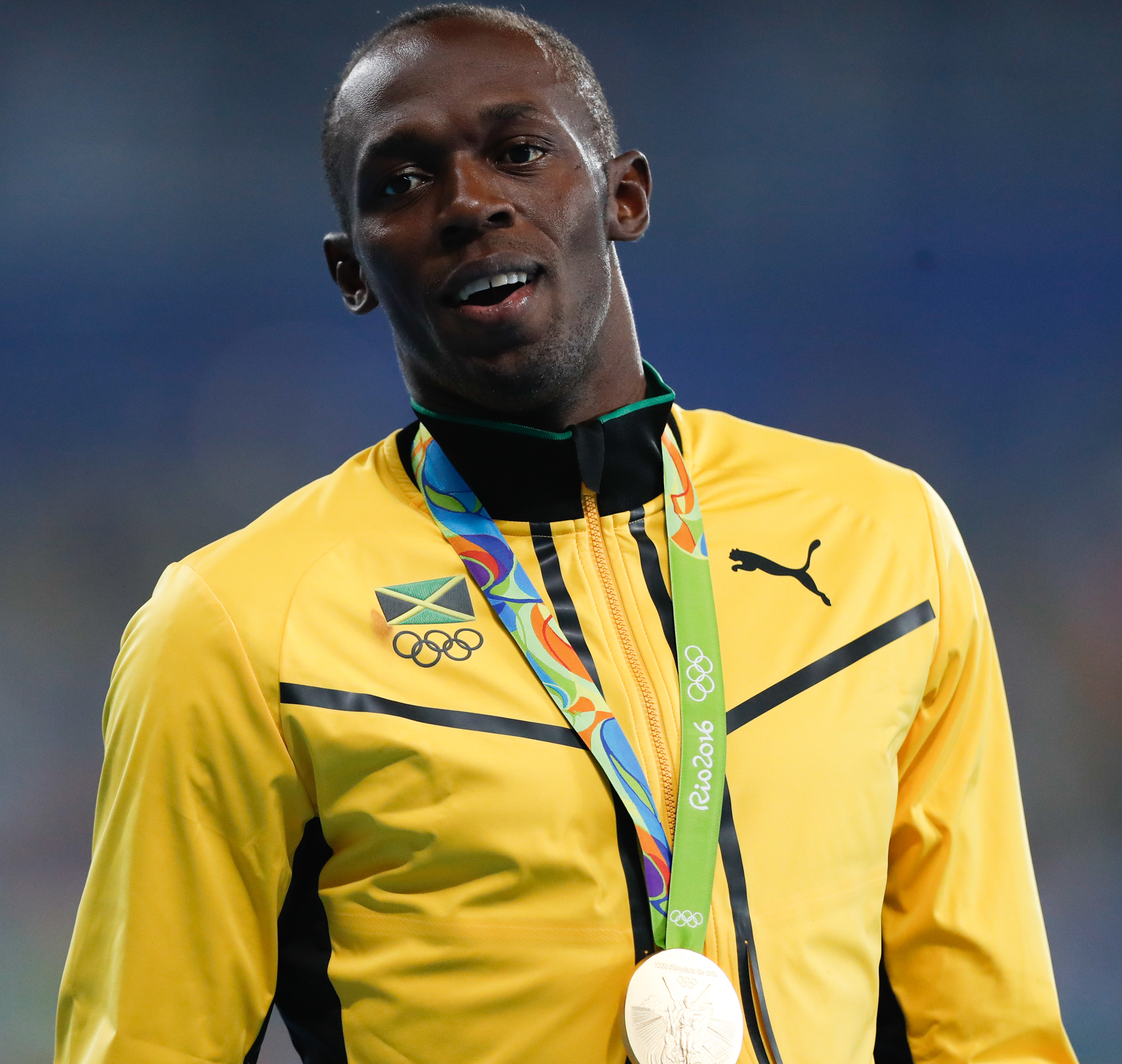
Usain Bolt co-détient le record du monde du en avec Nesta Carter, Michael Frater et Yohan Blake (2012).

Aux Jeux olympiques de Pékin, le 22 août 2008, les relayeurs de la Jamaïque Nesta Carter, Michael Frater, Usain Bolt — vainqueur du 100 m et du 200 m quelques jours plus tôt — et Asafa Powell, s'imposent en réalisant un nouveau record du monde en 37 s 10, abaissant de 30/100e de seconde le record mondial des États-Unis datant de 1993. Mais, le 25 janvier 2017, à la suite de la réanalyse des échantillons de Nesta Carter, contrôlé positif à la méthylhéxanamine, le Comité international olympique disqualifie la Jamaïque et le record du monde est annulé par l'IAAF,.
Le 4 septembre 2011, aux championnats du monde d'athlétisme de Daegu, Nesta Carter, Michael Frater, Yohan Blake et Usain Bolt portent le record du monde à 37 s 04.
Le 11 août 2012 en finale des Jeux olympiques de Londres, la même équipe de Jamaïque, composée dans l'ordre de Nesta Carter, Michael Frater, Yohan Blake et Usain Bolt, remporte le titre olympique en devenant la première équipe de l'histoire à passer sous la barre des 37 secondes. En 36 s 84, les Jamaïcains améliorent de 20/100e leur propre record du monde,.

### Progression
37 records du monde masculins du relais 4 × 100 mètres ont été homologués par World Athletics.
|  | Actuel record du monde |  | Record du monde homologué mais annulé rétroactivement |

| Temps                      | Élec.   | Pays/Club                       | Athlètes                                                                | Lieu        | Date               |
| -------------------------- | ------- | ------------------------------- | ----------------------------------------------------------------------- | ----------- | ------------------ |
| Chronométrage manuel       |         |                                 |                                                                         |             |                    |
| 42 s 3                     |         | Allemagne                       | Otto Röhr, Max Hermann, Edwin Kern, Richard Rau                         | Stockholm   | 8 juillet 1912     |
| 42 s 2                     |         | États-Unis                      | Jackson Scholz, Loren Murchison, Morris Kirksey, Charley Paddock        | Anvers      | 22 août 1920       |
| 42 s 0                     |         | Royaume-Uni                     | Harold Abrahams, Walter Rangeley, Lancelot Royle, Wilfred Nichol        | Paris       | 12 juillet 1924    |
| 41 s 0                     |         | États-Unis                      | Loren Murchison, Louis Clarke, Frank Hussey, Alfred LeConey             | Paris       | 13 juillet 1924    |
| 41 s 0y                    |         | Newark A.C.                     | Chester Bowman, John Currie, James Pappas, Henry Cummings               | Lincoln     | 4 juillet 1927     |
| 40 s 8                     |         | Allemagne                       | Arthur Jonath, Richard Corts, Hubert Houben, Helmut Körnig              | Berlin      | 2 septembre 1928   |
| 40 s 8                     |         | S.C. Charlottenburg             | Helmut Körnig, Wilhelm Grosser, Alex Natan, Horst-Rüdiger Schlöske      | Breslau     | 22 juillet 1929    |
| 40 s 8y                    |         | Université de Caroline du Sud   | Roy Delby, Milton Maurer, Maurice Guyer, Frank Wykoff                   | Fresno      | 9 mai 1931         |
| 40 s 6                     |         | Allemagne                       | Helmut Körnig, Georg Lammers, Erich Borchmeyer, Arthur Jonath           | Kassel      | 14 juin 1932       |
| 40 s 0                     | 40 s 10 | États-Unis                      | Robert Kiesel, Emmett Toppino, Hector Dyer, Frank Wykoff                | Los Angeles | 7 août 1932        |
| 39 s 8                     |         | États-Unis                      | Jesse Owens, Ralph Metcalfe, Foy Draper, Frank Wykoff                   | Berlin      | 9 août 1936        |
| 39 s 5                     | 39 s 60 | États-Unis                      | Ira Murchison, Leamon King, Thane Baker, Bobby Joe Morrow               | Melbourne   | 1er décembre 1956  |
| 39 s 5                     |         | Allemagne de l'Ouest            | Manfred Steinbach, Martin Lauer, Heinz Fütterer, Manfred Germar         | Cologne     | 29 août 1958       |
| 39 s 5                     | 39 s 61 | Allemagne de l'Ouest            | Bernd Cullmann, Armin Hary, Walter Mahlendorf, Martin Lauer             | Rome        | 7 septembre 1960   |
| 39 s 5                     | 39 s 66 | Allemagne de l'Ouest            | Bernd Cullmann, Armin Hary, Walter Mahlendorf, Martin Lauer             | Rome        | 8 septembre 1960   |
| 39 s 1                     |         | États-Unis                      | Hayes Jones, Frank Budd, Charley Frazier (en), Paul Drayton             | Moscou      | 15 juillet 1961    |
| 39 s 0                     | 39 s 06 | États-Unis                      | Paul Drayton, Gerald Ashworth, Richard Stebbins, Bob Hayes              | Tokyo       | 21 octobre 1964    |
| 38 s 6y                    |         | Université de Californie du Sud | Earl McCullouch, Fred Kuller, O. J. Simpson, Lennox Miller              | Provo       | 17 juin 1967       |
| 38 s 6                     | 38 s 65 | Jamaïque                        | Errol Stewart, Michael Fray, Clifton Forbes, Lennox Miller              | Mexico      | 19 octobre 1968    |
| 38 s 3                     | 38 s 39 | Jamaïque                        | Errol Stewart, Michael Fray, Clifton Forbes, Lennox Miller              | Mexico      | 19 octobre 1968    |
| 38 s 2                     | 38 s 24 | États-Unis                      | Charles Greene, Melvin Pender, Ronnie Ray Smith, Jim Hines              | Mexico      | 20 octobre 1968    |
| 38 s 2                     | 38 s 19 | États-Unis                      | Larry Black, Robert Taylor, Gerald Tinker, Eddie Hart                   | Munich      | 10 septembre 1972  |
| Chronométrage électronique |         |                                 |                                                                         |             |                    |
| 38 s 19                    |         | États-Unis                      | Larry Black, Robert Taylor, Gerald Tinker, Eddie Hart                   | Munich      | 10 septembre 1972  |
| 38 s 03                    |         | États-Unis                      | Bill Collins, Steve Riddick, Cliff Wiley, Steve Williams                | Düsseldorf  | 3 septembre 1977   |
| 37 s 86                    |         | États-Unis                      | Emmit King, Willie Gault, Calvin Smith, Carl Lewis                      | Helsinki    | 10 août 1983       |
| 37 s 83                    |         | États-Unis                      | Sam Graddy, Ron Brown, Calvin Smith, Carl Lewis                         | Los Angeles | 11 août 1984       |
| 37 s 79                    |         | France                          | Max Morinière, Daniel Sangouma, Jean-Charles Trouabal, Bruno Marie-Rose | Split       | 1er septembre 1990 |
| 37 s 79                    |         | États-Unis                      | Mike Marsh, Leroy Burrell, Floyd Heard, Carl Lewis                      | Monaco      | 3 août 1991        |
| 37 s 67                    |         | États-Unis                      | Mike Marsh, Leroy Burrell, Dennis Mitchell, Carl Lewis                  | Zurich      | 7 août 1991        |
| 37 s 50                    |         | États-Unis                      | Andre Cason, Leroy Burrell, Dennis Mitchell, Carl Lewis                 | Tokyo       | 1er septembre 1991 |
| 37 s 40                    |         | États-Unis                      | Mike Marsh, Leroy Burrell, Dennis Mitchell, Carl Lewis                  | Barcelone   | 8 août 1992        |
| 37 s 40                    |         | États-Unis                      | Jon Drummond, Andre Cason, Dennis Mitchell, Leroy Burrell               | Stuttgart   | 21 août 1993       |
| 37 s 10                    |         | Jamaïque                        | Nesta Carter, Michael Frater, Usain Bolt, Asafa Powell                  | Pékin       | 22 août 2008       |
| 37 s 04                    |         | Jamaïque                        | Nesta Carter, Michael Frater, Yohan Blake, Usain Bolt                   | Daegu       | 4 septembre 2011   |
| 36 s 84                    |         | Jamaïque                        | Nesta Carter, Michael Frater, Yohan Blake, Usain Bolt                   | Londres     | 11 août 2012       |

## Record du monde féminin

### Règne est-allemand

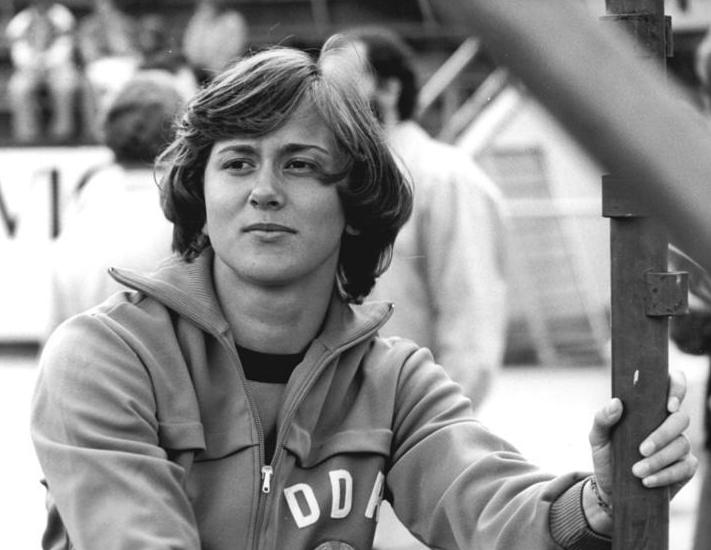
Marlies Göhr égale ou améliore à 9 reprises le record du monde du relais de 1976 à 1985.

Le 1er septembre 1973 à Potsdam, l'équipe d'Allemagne de l'Est composée de Petra Kandarr, Renate Stecher, Christina Heinich, Doris Maletzki améliore de 2/100e de seconde le record du monde en le portant à 42 s 6, performance qu'elle égalera un an plus tard le 24 août 1974 à Berlin avec Doris Maletzki, Renate Stecher, Christina Heinich et Bärbel Eckert. 
Le 8 septembre 1974 en finale des championnats d'Europe à Rome, Doris Maletzki, Christina Heinich, Bärbel Eckert et Renate Stecher fixent le record du monde à 42 s 5, le temps électronique étant de 42 s 51.
Les Est-allemandes améliorent ce record le 29 mai 1976 à Karl-Marx-Stadt avec Carla Bodendorf, Marlies Göhr, Martina Blos et Renate Stecher en 42 s 50, puis le 19 août 1978 à Potsdam avec Monika Hamann, Marlies Göhr, Carla Bodendorf et Johanna Klier en 42 s 27.
Le 10 juin 1979 à Karl-Marx-Stadt, la République démocratique allemande (Marita Koch, Ingrid Auerswald, Romy Müller et Marlies Göhr) établit un nouveau record du monde en 42 s 10, avant de l'améliorer d'un centième de seconde le 4 août 1979 à Turin (Christina Brehmer, Romy Müller, Ingrid Auerswald et Marlies Göhr).
Le 9 juillet 1980, Ingrid Auerswald, Romy Müller, Marlies Göhr et Christina Brehmer égalent le record de 42 s 09 à Berlin, avant de le porter à 41 s 85 le 13 juillet 1980 à Potsdam (Marlies Göhr, Ingrid Auerswald, Bärbel Wöckel et Romy Müller). Quelques jours plus tard, le 1er août 1980 à Moscou à l'occasion de sa victoire aux Jeux olympiques, la République démocratique allemande composée dans l'ordre de Romy Müller, Bärbel Wöckel, Ingrid Auerswald et Marlies Göhr, fixe le record mondial du relais 4 × 100 m à 41 s 60.
L'Allemagne de l'Est établit deux nouveau records du monde dans les années 1980 : une première fois le 31 juillet 1983 à Berlin en 41 s 53 avec Silke Gladisch, Marlies Göhr, Marita Koch et Ingrid Auerswald, et une seconde fois le 6 octobre 1985 à Canberra lors de la Coupe du monde des nations en 41 s 37 avec Silke Gladisch, Sabine Rieger, Ingrid Auerswald et Marlies Göhr.

### Les États-Unis depuis 2012
Le 10 août 2012 lors des Jeux olympiques de Londres, le relais des États-Unis composé de Tianna Madison, Allyson Felix, Bianca Knight, et Carmelita Jeter remporte l'épreuve en établissant un nouveau record du monde en 40 s 82, devenant la première équipe féminine de l'histoire à descendre sous la barre des 41 secondes en améliorant de 45/100e de seconde le record du monde établi 27 ans plus tôt par les Est-allemandes.

### Progression
47 records du monde féminins du relais 4 × 100 mètres ont été homologués par World Athletics.
| Chronométrage manuel       |                      |                                                                             |                 |                    |
| 53 s 2                     | Tchécoslovaquie      | Marie Mejzlíková I, Marie Bakovská, Marie Jirásková, Marie Mejzlíková II    | Paris           | 21 mai 1922        |
| 51 s 4+                    | Royaume-Uni          | Mary Lines, Daisy Leach, Muriel Porter, Nora Callebout                      | Paris           | 20 août 1922       |
| 50 s 4                     | Berliner Sport-Club  | Lilli Henoch, Charlotte Köhler, Gerda Pöting, Cläre Voss                    | Cologne         | 11 juillet 1926    |
| 49 s 8y                    | Royaume-Uni          | Doris Scoular, Florence Haynes, Eileen Edwards, Rose Thompson               | Göteborg        | 29 août 1926       |
| 50 s 0                     | Viktoria Magdeburg   | Anneliese Jacke, Lieselotte Hellmann, Rose Drieling, Ilse Drieling          | Wrocław         | 7 août 1927        |
| 50 s 0                     | Linnet's Saint-Maur  | Georgette Gagneux, Lucienne Velu, Simone Warnier, Marguerite Radideau       | Paris           | 15 juillet 1928    |
| 49 s 8                     | TSV 1860 München     | Rosa Kellner, Luise Holzer, Agathe Karrer, Lisa Gelius                      | Berlin          | 15 juillet 1928    |
| 48 s 4                     | Canada               | Fanny Rosenfeld, Ethel Smith, Florence Bell, Myrtle Cook                    | Amsterdam       | 5 août 1928        |
| 49 s 0                     | Eintracht Frankfurt  | Tilly Fleischer, Detta Lorenz, Emmy Haux, Charlotte Köhler                  | Mannheim        | 30 juin 1929       |
| 49 s 0                     | TSV 1860 München     | Rosa Kellner, Luise Holzer, Agathe Karrer, Lisa Gelius                      | Francfort       | 21 juillet 1929    |
| 48 s 8                     | TSV 1860 München     | Rosa Kellner, Luise Holzer, Agathe Karrer, Lisa Gelius                      | Nuremberg       | 20 juillet 1930    |
| 46 s 9                     | États-Unis           | Mary Carew, Evelyn Furtsch, Annette Rogers, Wilhelmina von Bremen           | Los Angeles     | 7 août 1932        |
| 46 s 5                     | Allemagne            | Emmy Albus, Käthe Krauß, Marie Dollinger, Grete Winkels                     | Cologne         | 21 juin 1936       |
| 46 s 4                     | Allemagne            | Emmy Albus, Käthe Krauß, Marie Dollinger, Ilse Dörffeldt                    | Berlin          | 8 août 1936        |
| 46 s 1                     | Australie            | Shirley Strickland, Verna Johnston, Winsome Cripps, Marjorie Jackson        | Helsinki        | 27 juillet 1952    |
| 45 s 9                     | États-Unis           | Mae Faggs, Barbara Jones, Janet Moreau, Catherine Hardy                     | Helsinki        | 27 juillet 1952    |
| 45 s 9                     | Allemagne de l'Ouest | Ursula Knab, Maria Sander, Helga Klein, Marga Petersen                      | Helsinki        | 27 juillet 1952    |
| 45 s 6                     | Union soviétique     | Vera Krepkina, Sinaida Safronova, Nadezhda Khnykina, Irina Turova           | Budapest        | 20 septembre 1953  |
| 45 s 6                     | Union soviétique     | Lidija Polinitschenko, Galina Winogradowa, Sinaida Safronova, Mariya Itkina | Moscou          | 11 septembre 1955  |
| 45 s 2                     | Union soviétique     | Wera Kalaschnikowa, Galina Winogradowa, Sinaida Safronova, Mariya Itkina    | Kiev            | 27 juillet 1956    |
| 45 s 1                     | Allemagne            | Erika Fisch, Christa Stubnick, Gisela Köhler, Barbara Mayer                 | Dresde          | 30 septembre 1956  |
| 44 s 9                     | Australie            | Shirley Strickland, Norma Croker, Fleur Mellor, Betty Cuthbert              | Melbourne       | 1er décembre 1956  |
| 44 s 9                     | Allemagne            | Maria Sander, Christa Stubnick, Gisela Köhler, Barbara Mayer                | Melbourne       | 1er décembre 1956  |
| 44 s 5                     | Australie            | Shirley Strickland, Norma Croker, Fleur Mellor, Betty Cuthbert              | Melbourne       | 1er décembre 1956  |
| 44 s 4                     | États-Unis           | Martha Hudson, Lucinda Williams, Barbara Jones, Wilma Rudolph               | Rome            | 7 septembre 1960   |
| 44 s 3                     | États-Unis           | Willye White, Ernestine Pollards, Vivianne Brown, Wilma Rudolph             | Moscou          | 15 juillet 1961    |
| 43 s 9                     | États-Unis           | Willye White, Wyomia Tyus, Marilyn White, Edith McGuire                     | Tokyo           | 21 octobre 1964    |
| 43 s 9                     | Union soviétique     | Lilija Tkatschenko, Galina Bukharina, Vera Popkova, Lyudmila Samotyosova    | Leninakan       | 16 août 1968       |
| 43 s 6                     | Union soviétique     | Ludmila Zharkova, Galina Bukharina, Vera Popkova, Lyudmila Samotyosova      | Mexico          | 27 septembre 1968  |
| 43 s 4                     | États-Unis           | Barbara Ferrell, Margaret Bailes, Mildrette Netter, Wyomia Tyus             | Mexico          | 19 octobre 1968    |
| 43 s 4                     | Pays-Bas             | Wilma van den Berg, Mieke Sterk, Truus Hennipman, Corrie Bakker             | Mexico          | 19 octobre 1968    |
| 42 s 8                     | États-Unis           | Barbara Ferrell, Margaret Bailes, Mildrette Netter, Wyomia Tyus             | Mexico          | 20 octobre 1968    |
| 42 s 8                     | Allemagne de l'Ouest | Christiane Krause, Ingrid Mickler-Becker, Annegret Richter, Heide Rosendahl | Munich          | 10 septembre 1972  |
| 42 s 6                     | Allemagne de l'Est   | Petra Kandarr, Renate Stecher, Christina Heinich, Doris Maletzki            | Potsdam         | 1er septembre 1973 |
| 42 s 6                     | Allemagne de l'Est   | Doris Maletzki, Renate Stecher, Christina Heinich, Bärbel Eckert            | Berlin          | 24 août 1974       |
| 42 s 5                     | Allemagne de l'Est   | Doris Maletzki, Christina Heinich, Bärbel Eckert, Renate Stecher            | Rome            | 8 septembre 1974   |
| Chronométrage électronique |                      |                                                                             |                 |                    |
| 42 s 51                    | Allemagne de l'Est   | Doris Maletzki, Christina Heinich, Bärbel Eckert, Renate Stecher            | Rome            | 8 septembre 1974   |
| 42 s 50                    | Allemagne de l'Est   | Carla Bodendorf, Marlies Göhr, Martina Blos, Renate Stecher                 | Karl-Marx-Stadt | 29 mai 1976        |
| 42 s 27                    | Allemagne de l'Est   | Monika Hamann, Marlies Göhr, Carla Bodendorf, Johanna Klier                 | Potsdam         | 19 août 1978       |
| 42 s 10                    | Allemagne de l'Est   | Marita Koch, Ingrid Auerswald, Romy Schneider, Marlies Göhr                 | Karl-Marx-Stadt | 10 juin 1979       |
| 42 s 09                    | Allemagne de l'Est   | Christina Brehmer, Romy Schneider, Ingrid Auerswald, Marlies Göhr           | Turin           | 4 août 1979        |
| 42 s 09                    | Allemagne de l'Est   | Ingrid Auerswald, Romy Schneider, Marlies Göhr, Christina Brehmer           | Berlin          | 9 juillet 1980     |
| 41 s 85                    | Allemagne de l'Est   | Marlies Göhr, Ingrid Auerswald, Bärbel Wöckel, Romy Müller                  | Potsdam         | 13 juillet 1980    |
| 41 s 60                    | Allemagne de l'Est   | Marlies Göhr, Romy Müller, Ingrid Auerswald, Bärbel Eckert                  | Moscou          | 1er août 1980      |
| 41 s 53                    | Allemagne de l'Est   | Silke Gladisch, Marlies Göhr, Marita Koch, Ingrid Auerswald                 | Berlin          | 31 juillet 1983    |
| 41 s 37                    | Allemagne de l'Est   | Silke Gladisch, Sabine Rieger, Ingrid Auerswald, Marlies Göhr               | Canberra        | 6 octobre 1985     |
| 40 s 82                    | États-Unis           | Tianna Madison, Allyson Felix, Bianca Knight, Carmelita Jeter               | Londres         | 10 août 2012       |

## Autres catégories d'âge
Le record du monde junior masculin du relais 4 × 100 mètres est actuellement détenu par l'Afrique du Sud (Mihlali Xhotyeni, Sinesipho Dambile, Letlhogonolo Moleyane et Benjamin Richardson) avec le temps de 38 s 51, établi le 22 août 2021 à Nairobi au cours des championnats du monde juniors. Le record du monde junior féminin est détenu par la Jamaïque (Serena Cole, Tina Clayton, Brianna Lyston et Tia Clayton) qui établit le temps de 42 s 59 le 5 août 2022 à Cali au cours des championnats du monde juniors.
| Record                          | Pays           | Athlète                                                                         | Temps   | Date         | Lieu    |
| ------------------------------- | -------------- | ------------------------------------------------------------------------------- | ------- | ------------ | ------- |
| Record du monde junior masculin | Afrique du Sud | Mihlali Xhotyeni, Sinesipho Dambile, Letlhogonolo Moleyane, Benjamin Richardson | 38 s 51 | 22 août 2021 | Nairobi |
| Record du monde junior féminin  | Jamaïque       | Serena Cole, Tina Clayton, Brianna Lyston, Tia Clayton                          | 42 s 59 | 5 août 2022  | Cali    |